# Antoon De Roo
Antoon Emeric Marcel De Roo (* 26. August 1936 in Roeselare; † 25. Februar 1971) war ein belgischer Ornithologe.

## Leben
De Roo war bereits wissenschaftlich aktiv, bevor er 1959 sein Lizenziat in Biologie an der Katholieke Universiteit Leuven erhielt. Zusammen mit seinem Freund Paul Houwen beobachtete er während seiner Studienzeit die Mauerseglerkolonien von Roeselare. 1954 wurde er Mitarbeiter am Belgischen Vogelberingungszentrum, wo er sich hauptsächlich auf die Markierung, Messung und Untersuchung der in der Mauser befindlichen Vögel konzentrierte. 
Sein großes Interesse an den Vögeln Zentralafrikas brachte ihn 1962 in Kontakt mit Henri Schouteden, dem ehemaligen Direktor des Museums Tervuren. Dies ermutigte ihn in seiner Forschung und ermöglichte ihm, die sehr umfangreichen ornithologischen Sammlungen des Königlichen Museum für Zentral-Afrika zu studieren. So widmete er sich vor allem der Geographie und Systematik der Vögel, insbesondere der Familie der Segler (Apodidae). 
Nach seinem Militärdienst ging er im Rahmen der Entwicklungshilfe für drei Jahre (1962–1965) in die Republik Kongo, wo er beim belgischen Vogelberingungsprogramm in Luluabourg (heute Kananga) mitwirkte. Während dieser Zeit markierte er zusammen mit Jan Deheegher für die belgische Vogelberingszentrale 6.310 Vögel, darunter 648 Exemplare von 20 paläarktischen Arten und 5.662 Exemplare von 100 paläotropen Arten. Die Resultate dieser Beringungsaktion wurden 1965 gemeinsam mit denen von Antoon Frans De Bont unter dem Titel Resultats du beguage d’oiseaux en Republique Democratique du Congo et en Republique du Rwanda (1959 à 1965) in der Zeitschrift Le Gerfaut: De Giervalk veröffentlicht.
Von 1962 bis 1971 war er Wissenschaftlicher Mitarbeiter am Königlichen Museum für Zentral-Afrika in Tervuren. Von Mai 1968 bis 1971 war er wissenschaftlicher Assistent am Labor für Allgemeine Zoologie der Universität Antwerpen, wo er sich vornehmlich der Ornithologie Afrikas widmete. 1968 nahm er an einer der drei belgischen Togo-Expeditionen unter der Leitung von Walter Verheyen teil. Die systematische und geografische Auswertung der auf diesen Reisen zusammengetragenen reichen Vogelsammlung wurde von ihm in vier Abhandlungen in der Zeitschrift Revue de Zoölogie et de Botanique Africaines veröffentlicht.
1969 war er neben Walter Verheyen und Frits De Vree Co-Autor der Studien Contribution a l’Ornithologie de la Republique du Togo und Contribution a l’etude des chiropteres de la Republique du Togo.
1967 beschrieb De Roo den Prigogine-Bülbül (Chlorocichla prigoginei) und 1970 die Unterart Apus barbatus serlei des Kapseglers. 1968 stellte er die Seglergattung Schoutedenapus auf.

## Dedikationsnamen
Der Parasitologe Alex Fain beschrieb 1970 die Milbenart Knemidokoptes derooi, die beim Palmensegler die Schnabelräude verursacht. 1972 ehrte Jan L. J. Hulselmans De Roo im Artepitheton der Froschart Conraua derooi. 1975 benannte Alexandre Prigogine die Unterart Cyanomitra alinae derooi des Ruwenzorinektarvogels nach De Roo. 1978 beschrieben Erik Van der Straeten und Walter Verheyen Deroos Weichhaarmaus (Praomys derooi).